# Anthrenoides langei
Anthrenoides langei är en biart som beskrevs av Urban 2005. Anthrenoides langei ingår i släktet Anthrenoides och familjen grävbin. Inga underarter finns listade i Catalogue of Life.